# Allianz der Europäischen nationalen Bewegungen
Die Allianz der Europäischen nationalen Bewegungen (englisch Alliance of European National Movements, AENM, französisch Alliance européens des mouvements nationaux, AEMN) war eine rechtsextreme, nationalistische europäische politische Partei.
Die parteinahe Stiftung der AENM trug den Namen Identités & Traditions Européennes.

## Geschichte

### Unter Führung des Front National (2009 bis 2013)
Die Organisation wurde am 24. Oktober 2009 in Budapest gegründet. Der französische Front National mit seinen beiden Vertretern Jean-Marie Le Pen und Bruno Gollnisch gehörte zu den treibenden Kräften bei der Gründung der Partei. Viele der weiteren Gründungsmitglieder gehörten wie Le Pen und Gollnisch zuvor der kurzlebigen Fraktion im Europaparlament Identität, Tradition, Souveränität an.
Im Februar 2012 wurde die Organisation als politische Partei auf europäischer Ebene anerkannt, nachdem der Antrag ein Jahr zuvor noch abgelehnt worden war, da nicht Parlamentarier aus sieben Ländern der Partei angehörten. Die Anerkennung durch das Europäische Parlament und die damit verbundene finanzielle Unterstützung der Partei war im Europaparlament stark umstritten. Verschiedene Parlamentarier forderten, die Voraussetzungen für die europäische Parteienfinanzierung zu verschärfen und rassistische und fremdenfeindliche Parteien davon auszuschließen.
Nach der Wahl von Marine Le Pen zur neuen Parteivorsitzenden des Front National im Januar 2011 suchte diese die Zusammenarbeit mit gemäßigteren euroskeptischen und rechtspopulistischen Parteien im Rahmen der Europäischen Allianz für Freiheit. Auf Druck von Marine Le Pen beendeten Jean-Marie Le Pen und Gollnisch ihre Mitgliedschaft in der AEMN, für Gollnisch auch seine Zeit als Präsident der AEMN.

### Unter Führung von Béla Kovács (ab 2013)
Als neuer Präsident wurde am 17. Dezember 2013 Béla Kovács gewählt. Kovács war für die ungarischen Jobbik 2010 ins Europäische Parlament nachgerückt und 2014 erneut gewählt worden. Im Februar 2016 verließ Jobbik die AEMN und Kovács' Mitgliedschaft in der Jobbik endete.
Die ab 2017 notwendige Registrierung der Partei bei der neu eingerichteten Behörde für europäische politische Parteien und europäische politische Stiftungen (APPF) beantragte die Partei nicht zeitig genug. Ein Antrag der Parteistiftung ITE wurde von der APPF abgelehnt, da die AEMN zu diesem Zeitpunkt selbst nicht registriert war. In der Folge wurde der Antrag der AEMN auf Finanzierung für das Jahr 2018 entsprechend abgelehnt. Schließlich wurde die AEMN am 12. Januar 2018 als europäische politische Partei registriert. Ende 2018 wurde die AENM wieder aus dem Register entfernt. Hintergrund war eine Änderung der Registrierungsregeln, nach denen die europäischen Parteien im Register Mitgliedsparteien (mit Parlamentariern) aus sieben EU-Mitgliedsstaaten vorlegen mussten. Die bisherige Praxis der AENM, das einzelne Parlamentarier von nationalen Parteien, die nicht der AENM, sondern anderen europäischen Parteien angehörten, wurde damit unterbunden. Zum Beispiel hatten regelmäßig Parlamentarier der Front National Unterschriften für die AENM, die APF und die MENL – der der FN angehört – geleistet.
Zur Europawahl 2019 leistete der AEMN-Vorsitzende Kovacs die notwendige Unterstützungsunterschrift für den Antritt der italienischen Partei CasaPound Italia. Keine der Parteien im Umfeld der AEMN konnte bei der Wahl Mandate erzielen. Nach der Wahl entfaltete die Partei keine Aktivität mehr. Allerdings versuchte die Partei Italia Reale bei der Europawahl 2024 noch die Kandidatur mit der Kennzeichnung Alleanza europea dei movimenti nazionali, scheiterte jedoch.

## Förderung russischer Interessen und Spionagevorwürfe
2014 wurde Vorwürfe gegen den Vorsitzenden Kovács bekannt, nach denen er oder seine Frau für den russischen Nachrichtendienst arbeiten würden, 2015 hob das Europaparlament daher seine Immunität auf. Im September 2020 wurde Kovács vom Vorwurf der Spionage freigesprochen. Zwar habe er mit dem russischen Geheimdienst SWR gearbeitet, in erster Linie aber in Form der Einflussnahme, dessen Ziel es war, russische Interessen zu fördern, zum Beispiel durch die AEMN. Gleichzeitig wurde er wegen Betrug und Fälschung von Dokumenten zu Ungunsten des Europäischen Parlaments zu eineinhalb Jahren Freiheitsstrafe verurteilt. Kovács lebt inzwischen in Russland.

## Grundsätze
Auf der Gründungsversammlung der Partei wurden neun Forderungen aufgestellt. Diese enthalten unter anderem die Ablehnung eines „europäischen Superstaats“, stattdessen sollen die europäischen Länder als souveräne und unabhängige Nationen zusammenarbeiten. Außerdem wird die Einhaltung der Bürgerrechte eingefordert, Totalitarismus abgelehnt und ein „effektiver Schutz“ Europas gegen Terrorismus und „religiösen und finanziellen Imperialismus“ gefordert. Gefordert wird auch eine „Lösung des Einwanderungsproblems“ durch Förderung der Dritten Welt sowie ein gemeinsamer Kampf der europäischen Völker gegen Sozialdumping und „zerstörerische Effekte“ der Globalisierung.

## Mitglieder
Gründungsmitglieder der AEMN 2009 waren:
- Frankreich: Front National
- Italien: Fiamma Tricolore
- Schweden: Nationaldemokraterna
- Belgien: Front National

Ende 2017 hatte die AEMN nur individuelle Mitglieder und keine Parteien als Mitglieder. Bekannte Mitglieder waren:
- Ungarn: Béla Kovács (ehemals Jobbik), Europaparlament, AEMN-Präsident[27]
- Polen: Robert Jarosław Iwaszkiewicz (Wolność), Europaparlament
- Griechenland: Eleftherios Synadinos (Patriotische Radikale Union, bis Juni 2018 Goldene Morgenröte), Europaparlament
- Bulgarien: Krasimir Iliev Bogdanov (Vereinigte Patrioten), Nationalparlament
- Zypern: Linos Papayiannis (ELAM), Nationales Parlament
- Frankreich: Marguerite Lussaud, Regionalrat Pays de la Loire
- Italien: Francesco Graglia (Forza Italia), Regionalparlament Piemont
- Italien: Valerio Cignetti (Fiamma Tricolore), Generalsekretär
- Slowenien: Zmago Jelinčič (SNS), Mitglied des Vorstands[28]

### Ehemalige Mitglieder
| Land                   | Partei/Mitglied                         | Anmerkung                               |
| ---------------------- | --------------------------------------- | --------------------------------------- |
| Belgien                | Démocratie Nationale (DN)               | Gründungsmitglied als Front National    |
| Belgien                | Christian Verougstraete (VB),           | Regionalparlament                       |
| Belgien                | Jan Penris (VB)                         | Regionalparlament                       |
| Bulgarien              | Nationaldemokratische Partei Bulgariens |                                         |
| Bulgarien              | Dimitar Kinow Stojanow                  |                                         |
| Frankreich             | Jean-Marie Le Pen (FN)                  | bis 2013                                |
| Frankreich             | Bruno Gollnisch (FN)                    | bis 2013                                |
| Frankreich             | Aline Bertrand (FN)                     | Regionalrat Provence-Alpes-Côte d'Azure |
| Griechenland           | Graikos Fotios (XA)                     | Regionalparlament                       |
| Italien                | Maurizio Marrone (FdI)                  | Regionalparlament Piemont               |
| Italien                | Fiamma Tricolore                        |                                         |
| Litauen                | Dailis Alfonsas Barakauskas (TT)        | ehemaliger Innenminister Litauens       |
| Litauen                | Kęstutis Bartkevičius (TT)              | Nationales Parlament                    |
| Polen                  | Samoobrona                              |                                         |
| Polen                  | Jozef Bartosz Kownacki (PiS)            | bis 2012                                |
| Polen                  | Sylwester Chruszcz (K'15)               | Nationalparlament                       |
| Portugal               | Partido Nacional Renovador (PNR)        |                                         |
| Schweden               | Nationaldemokraterna                    | 2014 aufgelöst                          |
| Slowenien              | Slovenska Nacionalna Stranka (SNS)      |                                         |
| Spanien                | Movimiento Social Republicano (MSR)     |                                         |
| Ungarn                 | Jobbik                                  | bis Februar 2016                        |
| Vereinigtes Königreich | Nick Griffin (British National Party)   | bis 2014                                |
| Vereinigtes Königreich | British National Party (BNP)            |                                         |

Die Allukrainische Vereinigung „Swoboda“ erklärte 2014 ihre bisherige assoziierte Mitgliedschaft in der AENM für beendet, nachdem das AENM-Mitglied Jobbik während der völkerrechtswidrigen Annexion der Krim durch Russland die Haltung der russischen Regierung unterstützt hatte.